# Tim Roth
Timothy Simon "Tim" Roth (n. 14 mai 1961, Londra, Anglia) este un actor, regizor și producător de film din Marea Britanie.

## Filmografie

### Filme
| An   | Titlu                                     | Rol                                        | Note |
| ---- | ----------------------------------------- | ------------------------------------------ | --- |
| 1983 | Made In Britain                           | Trevor                                     | |
| 1983 | Meantime                                  | Colin                                      | |
| 1984 | The Hit                                   | Myron                                      | Nominalizare – BAFTA Award for Best Newcomer |
| 1985 | Murder with Mirrors                       | Edgar Lawson                               | |
| 1985 | Return to Waterloo                        | Boy punk                                   | |
| 1987 | Metamorphosis                             | Gregor Samsa                               | |
| 1988 | A World Apart                             | Harold                                     | |
| 1988 | To Kill a Priest                          | Feliks                                     | |
| 1988 | Twice Upon a Time                         |                                            | |
| 1989 | The Cook, the Thief, His Wife & Her Lover | Mitchel                                    | |
| 1990 | Vincent & Theo                            | Vincent van Gogh                           | |
| 1990 | Farendj                                   | Anton                                      | |
| 1990 | Rosencrantz & Guildenstern Are Dead       | Guildenstern                               | |
| 1991 | Backsliding                               | Tom Whitton                                | |
| 1992 | Reservoir Dogs                            | Freddy Newendyke (Mr. Orange)              | |
| 1992 | Jumpin' at the Boneyard                   | Manny                                      | |
| 1993 | Bodies, Rest & Motion                     | Nick                                       | |
| 1993 | El Marido perfecto                        | Milan                                      | |
| 1993 | Murder in the Heartland                   | Charles Starkweather                       | |
| 1994 | Heart of Darkness                         | Marlow                                     | |
| 1994 | Captives                                  | Philip Chaney                              | |
| 1994 | Little Odessa                             | Joshua Shapira                             | Nominalizare – Independent Spirit Award for Best Male Lead |
| 1994 | Pulp Fiction                              | Ringo (Pumpkin)                            | |
| 1995 | Rob Roy                                   | Archibald Cunningham                       | BAFTA Award for Best Actor in a Supporting Role Kansas City Film Critics Circle Award for Best Supporting Actor Nominalizare – Academy Award for Best Supporting Actor Nominalizare – Golden Globe Award for Best Supporting Actor - Motion Picture Nominalizare – Saturn Award for Best Supporting Actor |
| 1995 | Four Rooms                                | Ted the bellhop                            | |
| 1996 | No Way Home                               | Joey                                       | |
| 1996 | Everyone Says I Love You                  | Charles Ferry                              | |
| 1996 | Mocking the Cosmos                        | Myrodemnon / Myron                         | |
| 1997 | Gridlock'd                                | Alexander "Stretch" Rawland                | |
| 1997 | Hoodlum                                   | Dutch Schultz                              | |
| 1997 | Deceiver                                  | James Walter Wayland                       | |
| 1997 | Animals with the Tollkeeper               | Henry                                      | |
| 1998 | Legend of 1900                            | Danny Boodman TD Lemon 1900                | |
| 1999 | The War Zone                              |                                            | Director only C.I.C.A.E. Award Valladolid International Film Festival Silver Spike European Film Award for European Discovery of the Year Edinburgh International Film Festival for Best New British Feature Tróia Award - First Works Section Jury Award for Best Director & Best First Feature Nominated—Bodil Award for Best Non-American Film Nominated—Independent Spirit Award for Best Foreign Film Nominated—Golden Spike |
| 2000 | The Million Dollar Hotel                  | Izzy Goldkiss                              | |
| 2000 | Vatel                                     | Marquis de Lauzun                          | |
| 2000 | Lucky Numbers                             | Gig                                        | |
| 2001 | Planet of the Apes                        | Thade                                      | Nominalizare – Empire Award for Best British Actor Nominalizare – MTV Movie Award for Best Villain Nominalizare – Saturn Award for Best Supporting Actor |
| 2001 | Invincible                                | Hersche Steinschneider (Erik Jan Hanussen) | |
| 2001 | The Musketeer                             | Febre                                      | |
| 2002 | Emmett's Mark                             | John Harrett / Frank Dwyer                 | Nominalizare – DVD Exclusive Award for Best Supporting Actor in a DVD Premiere Movie |
| 2003 | Whatever We Do                            | Joe                                        | Scurtmetraj |
| 2003 | To Kill a King                            | Oliver Cromwell                            | |
| 2004 | Nouvelle-France                           | William Pitt                               | |
| 2004 | The Beautiful Country                     | Captain Oh                                 | |
| 2004 | With It                                   | "Chicken Louis" Farnatelli                 | |
| 2004 | Silver City                               | Mitch Paine                                | |
| 2005 | Don't Come Knocking                       | Sutter                                     | |
| 2005 | Dark Water                                | Jeff Platzer                               | |
| 2006 | Tsunami: The Aftermath                    | Nick Fraser                                | |
| 2007 | Even Money                                | Victor                                     | |
| 2007 | Youth Without Youth                       | Dominic                                    | |
| 2007 | Virgin Territory                          | Gerbino                                    | |
| 2008 | Funny Games                               | George                                     | |
| 2008 | The Incredible Hulk                       | Emil Blonsky / Abomination                 | |
| 2009 | King Conqueror                            | King Pedro II of Aragon                    | |
| 2009 | Skellig                                   | Skellig                                    | |
| 2010 | Pete Smalls Is Dead                       | Pete Smalls                                | |
| 2012 | Arbitrage                                 | Detective Michael Bryer                    | |
| 2012 | Broken                                    | Archie                                     | Stockholm International Film Festival Award for Best Actor |
| 2012 | Möbius                                    | Rostovski                                  | |
| 2013 | The Liability                             | Roy                                        | |
| 2014 | Grace of Monaco                           | Prince Rainier of Monaco                   | |
| 2014 | United Passions                           | Sepp Blatter                               | |
| 2014 | Selma                                     | George Wallace                             | |
| 2015 | Fall from Grace                           | Detective Tabb                             | |
| 2015 | The Hateful Eight                         | Oswaldo Mobray                             | |
| 2015 | Mr. Right                                 | Hopper                                     | Filmare |
| 2015 | 600 Miles                                 |                                            | |
| 2015 | Chronic                                   |                                            | |

### Televiziune
| An        | Titlu     | Rol              | Note                                                |
| --------- | --------- | ---------------- | --------------------------------------------------- |
| 2009–2011 | Lie to Me | Dr. Cal Lightman | People's Choice Award for Favorite TV Crime Fighter |
| 2010      | Sea Wolf  | Death Larsen     | 2 episoade                                          |
| 2014      | Klondike  | The Count        |                                                     |